# 前281年
| 千纪： | 前1千纪 |
| 世纪： | 前4世纪 \| 前3世纪 \| 前2世纪 |
| 年代： | 前310年代 \| 前300年代 \| 前290年代 \| 前280年代 \| 前270年代 \| 前260年代 \| 前250年代                                                         |
| 年份： | 前286年 \| 前285年 \| 前284年 \| 前283年 \| 前282年 \| 前281年 \| 前280年 \| 前279年 \| 前278年 \| 前277年 \| 前276年                           |
| 纪年： | 周赧王三十四年 魯後文公二十二年 齊襄王三年 趙惠文王十八年 魏昭王十五年 韓釐王十五年 秦昭襄王二十六年 楚頃襄王十八年 衛懷君十二年 燕昭王三十三年 |

## 大事记
- 庫魯佩迪安戰役，塞琉古一世戰勝利西馬科斯，利西馬科斯王國覆滅，但塞琉古一世同年被托勒密·克勞諾斯刺殺，馬其頓隨即被克勞諾斯奪取，塞琉古一世之子安條克一世開始獨自統治塞琉古帝國（前294年起塞琉古帝國由塞琉古一世與安條克一世共同治理）。
- 多瑙河下游平原邊境的凱爾特人趁利西馬科斯之死，穿過馬其頓及希臘，入侵小亞細亞。
- 秦攻趙，拔石城。
- 秦魏冉復為丞相。
- 楚欲與齊、韓共伐秦，因欲圖周。周赧王使東周武公謂楚令尹昭子曰：「周不可圖也。」昭子曰：「乃圖周，則無之；雖然，何不可圖？」武公曰：「西周之地，絕長補短，不過百裡。名為天下共主，裂其地不足以肥國，得其眾不足以勁兵。雖然，攻之者名為弒君。然而猶有欲攻之者，見祭器在焉故也。夫虎肉臊而兵利身，人猶攻之；若使澤中之麋蒙虎之皮，人之攻之也必萬倍矣。裂楚之地，足以肥國；詘楚之名，足以尊主。今子欲誅殘天下之共主，居三代之傳器，器南，則兵至矣。」於是楚計輟不行。

## 出生
- ? —— 韩非，中国思想家（逝世前233年）。
- 秦莊襄王，秦國君主（前247年逝世）。

## 逝世
- 塞琉古一世，塞琉西帝國建立者
- 利西馬科斯（約前360年–前281年），馬其頓亞歷山大帝的「繼業者」之一，前304年在色雷斯自立為王。